# Стрельники (Прилукский район)
Стрельники (укр. Стрільники) — село в Прилукском районе Черниговской области Украины. Население — 99 человек. Занимает площадь 0,884 км².
Код КОАТУУ: 7424184904. Почтовый индекс: 17540. Телефонный код: +380 4637.

## Власть
Орган местного самоуправления — Лесовосорочинский сельский совет. Почтовый адрес: 17540, Черниговская обл., Прилукский р-н, с. Лесовые Сорочинцы, ул. Домонтовича, 90а.

## Географія
Расстояние до районного центра:Прилуки : (11 км.), Расстояние до областного центра:Чернигов ( 115 км. ), Расстояние до столицы:Киев ( 130 км. )
Ближайшие населенные пункты недалеко от Стрельники: Лесовые Сорочинцы 2 км, 
Заезд и Толкачевка 4 км

## уроженцы
Колошенко, Василий Петрович (1922—2015) — лётчик-испытатель вертолётов, Герой Советского Союза.